# Apristus subsulcatus
Apristus subsulcatus är en skalbaggsart som beskrevs av Pierre François Marie Auguste Dejean. Apristus subsulcatus ingår i släktet Apristus och familjen jordlöpare. Inga underarter finns listade i Catalogue of Life.